# 권종관
권종관은 대한민국의 텔레비전 드라마 연출감독이다.

## 드라마
- 2023년 FBA 미니시리즈 《자백의 대가》 ... 집필

## 영화
- 1997년 영화 《베이비 세일》 ... 제작부, 단역 - 백화점직원 2 역
- 1998년 영화 《여고괴담》 ... 제작진행
- 1999년 영화 《산전수전》 ... 제작부장
- 2000년 영화 《비밀》 ... 제작부장 역
- 2004년 영화 《S 다이어리》 ... 각본 & 감독
- 2005년 영화 《새드 무비》 ... 각본 & 감독
- 2006년 영화 《썬데이 서울》 ... 단역 - 도연 부 역
- 2006년 영화 《침묵의 대화》 ... 주연
- 2009년 영화 《황금시대》 ... 감독 역
- 2016년 영화 《특별수사: 사형수의 편지》 ... 각본 & 감독